# Alien Arena
Alien Arena是一个免费第一人称射击游戏，使用改动的id Tech 2。行动和武器的很多方面非常类似《雷神之锤II》，也拥有全部的跳跃技巧。

## 特性
单人游戏和多人游戏模式相同，对抗机器人。
除了仿照《雷神之锤II》的特点，游戏引入了躲闪特性。
CRX引擎添加了大量新技术，比如32位材质贴图、GLSL、视差映射、着色器；从7.30开始，全平台使用OpenAL处理音频。
武器拥有两种射击模式。

## 游戏模式
1. 死亡竞赛
2. 团队死亡竞赛
3. All Out Assault：可以使用载具的死亡竞赛
4. 夺旗模式
5. Deathball：近似于《虚幻竞技场》的Bombing Run
6. Team Core Assault：团队模式，破坏对手的全部节点。
7. Cattle Prod

## 其他
- 开源游戏列表
- id Tech 2